# Selago dolosa
Selago dolosa är en flenörtsväxtart som beskrevs av O.M. Hilliard. Selago dolosa ingår i släktet Selago och familjen flenörtsväxter. Inga underarter finns listade i Catalogue of Life.